# Ajattara
Ajattara — финская дарк-метал-группа, образованная в 1996 году бывшим участником Amorphis Паси Коскиненом. Ещё за несколько лет до образования Ruoja он начал писать материал и после успешной записи нескольких демотреков основал коллектив Ajattara. Новый студийный альбом Murhat стартовал на 5 месте финского чарта. 15 апреля 2012 года на своей странице в Facebook группа разместила сообщение о распаде. 9 мая 2016 года, где Паси Коскинен объявил о воссоединении группы.

## Состав
- Ruoja (Паси Коскинен) — вокал, гитара, клавишные;
- Kalmos (Веса Валроос) — гитара, вокал;
- Tartunta (Мюнни Лууккайнен) — гитара;
- Tohtori Kuolio (Юха Харью) — бас-гитара, бэк-вокал;
- Malakias VI, VIII (Томми Лилльман) — ударные  (2011-2012, c 2016 года).

## Дискография

### Демо
- Helvetissä on syntisen taivas (1998)

### Студийные альбомы
- Itse (2001)
- Kuolema (2003)
- Tyhjyys (2004)
- Äpäre (2006)
- Kalmanto (2007)
- Noitumaa (2009)
- Murhat (2011)
- Lupaus (2017)

### Компиляции
- Joululevy (2009)

### Синглы
- Ilon juhla (2004)
- Joulu-Single 2005 (2005)
- Sika (2006)
- Tulppaani (2007)
- Ave Satana (2017)

### Видеоклипы
- 2017 — «Ave Satana»
- 2017 — «Suru»